# Tomasz Kot
Tomasz Kot (Legnica, 21 april 1977) is een Pools acteur. Kot is vooral bekend door zijn rol als Maksymilian Skalski in de televisieserie Niania, de Poolse versie van The Nanny.